# エイミー・レイド
エイミー・レイド（Amy Reid、1985年4月15日 - ）は、ドイツ出身のポルノ女優。カリフォルニア州ロサンゼルス在住。

## 経歴
16歳の時にポルノビデオに出演し、さらに100回以上の写真撮影を行なっている。ポルノ雑誌のモデルでもある。多くの巨乳サイトで取り上げられてきており、ピーター・ノースのような大物男優との共演も経験している。

## 受賞
- 2007年：F.A.M.E Favorite Female Rookie[1]
- 2007年：AVN Best Anal Sex Scene (Video) - 『Breakin' 'Em In #9』(ヴィンス・ヴォイヤーと)[2]
- 2007年：AVN Best Tease Performance - 『My Plaything: Amy Ried』[2]
- 2008年：DanniGirl of the Month (May)[3]